# Sigriswil
Sigriswil est une commune suisse du canton de Berne, située dans l'arrondissement administratif de Thoune.

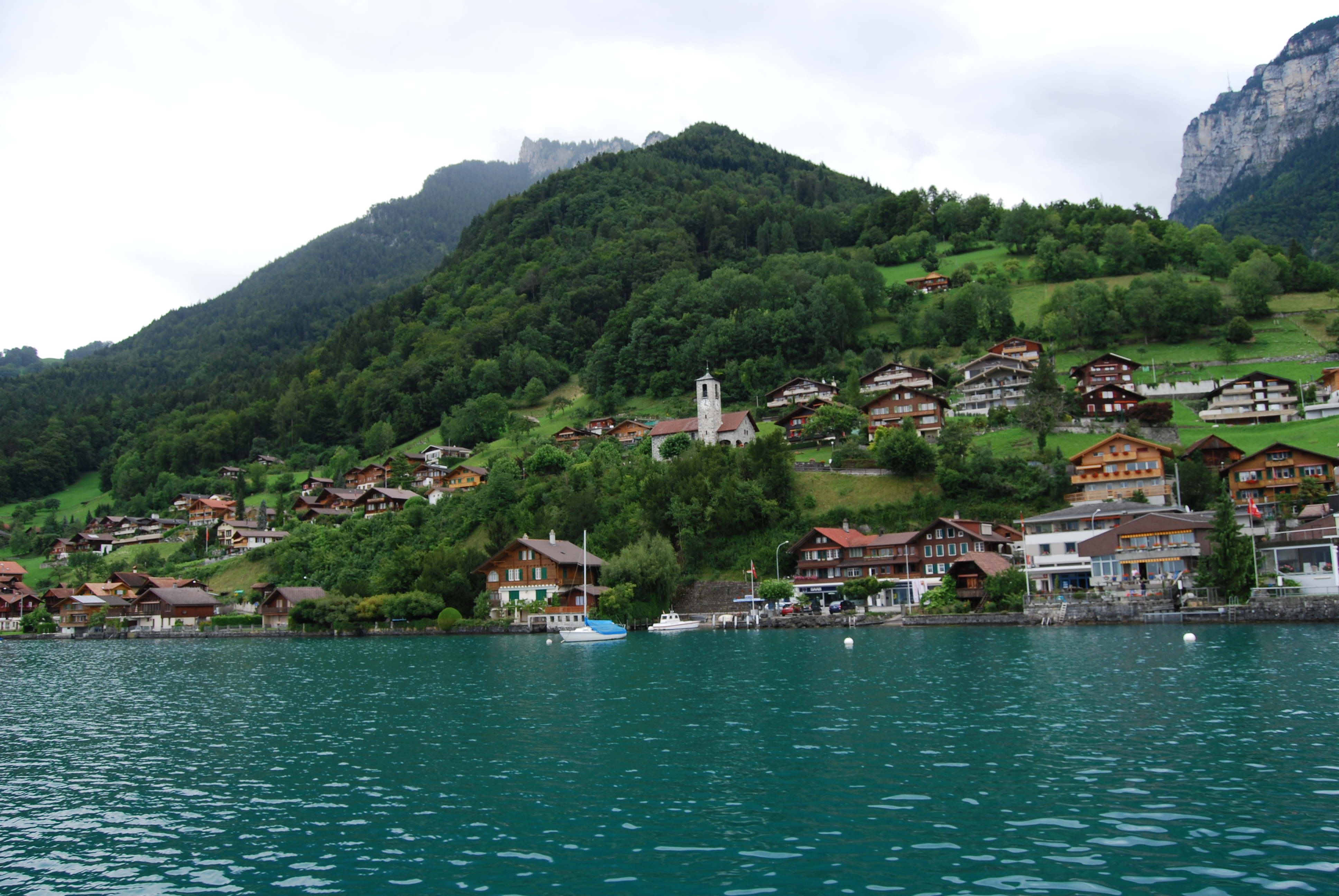
Merligen (Sigriswil).

Photo aérienne (1952)

Le village principal de la commune (Sigriswil Dorf) est situé à environ 800 mètres d'altitude, mais la commune englobe également 11 autres villages ou hameaux, du bord du lac jusqu'à plus de 1200 mètres d'altitude :
- Gunten (bord du lac)
- Merligen (bord du lac)
- Endorf
- Aeschlen
- Tschingel
- Schwanden
- Ringoldswil
- Meiersmaad
- Margel
- Wiler
- Justistal
La ville est desservie par les lignes de bus 21, 24, et 25 du reseau Verkhersbetriebe STI Thun.

## Patrimoine bâti
Église protestante élevée par Abraham Dünz l'Aîné (1679).